# 细角楼梯草
细角楼梯草（学名：Elatostema tenuicornutum）为荨麻科楼梯草属的植物，为中国的特有植物。分布在中国大陆的四川等地，生长于海拔1,130米至1,800米的地区，多生于林中、山谷灌丛中及陡坡石上，目前尚未由人工引种栽培。